# World RX de Gran Bretaña 2014
El World RX de Gran Bretaña 2014, oficialmente Autosport Rallycross of Great Britain fue la segunda prueba de la Temporada 2014 del Campeonato Mundial de Rallycross. Se celebró del 24 al 25 de mayo de 2014 en el Circuito de Lydden Hill ubicado en la poblado de Wootton, Kent, Gran Bretaña. 
La prueba fue ganada por Andreas Bakkerud quien consiguió su primera victoria de la temporada y de su carrera a bordo de su Ford Fiesta ST, Robin Larsson término en segundo lugar en su Audi A1 y Andrew Jordan finalizó tercero con su Ford Fiesta ST.
En RX Lites, el norteamericano Mitchell DeJong consiguió su primera victoria en la temporada, fue acompañado en el podio por los suecos Richard Göransson y Daniel Björk. 

## Supercar

### Series
| Pos.            | No. | Piloto               | Equipo                      | Auto                | H1   | H2   | H3   | H4   | Pts |
| --------------- | --- | -------------------- | --------------------------- | ------------------- | ---- | ---- | ---- | ---- | --- |
| 1               | 13  | Andreas Bakkerud     | Olsbergs MSE                | Ford Fiesta ST      | 1º   | 6º   | 4º   | 7º   | 16  |
| 2               | 4   | Robin Larsson        | Larsson Jernberg Motorsport | Audi A1             | 5º   | 3º   | 8º   | 3º   | 15  |
| 3               | 57  | Toomas Heikkinen     | Marklund Motorsport         | Volkswagen Polo     | 2º   | 5º   | 1º   | 26º  | 14  |
| 4               | 15  | Reinis Nitišs        | Olsbergs MSE                | Ford Fiesta ST      | 9º   | 8º   | 5º   | 4º   | 13  |
| 5               | 11  | Petter Solberg       | PSRX                        | Citroën DS3         | 12º  | 1º   | 30.º | 1º   | 12  |
| 6               | 74  | Jérôme Grosset-Janin | Jérôme Grosset-Janin        | Renault Clio        | 10º  | 10º  | 2º   | 11º  | 11  |
| 7               | 34  | Tanner Foust         | Marklund Motorsport         | Volkswagen Polo     | 4º   | 2º   | 32º  | 2º   | 10  |
| 8               | 77  | Andrew Jordan        | Olsbergs MSE                | Ford Fiesta ST      | 11º  | 4º   | 9º   | 15º  | 9   |
| 9               | 88  | Henning Solberg      | Eklund Motorsport           | Saab 9-3            | 15º  | 11º  | 6º   | 10º  | 8   |
| 10              | 26  | Andy Scott           | Albatec Racing              | Peugeot 208         | 17º  | 13º  | 11º  | 14º  | 7   |
| 11              | 3   | Timmy Hansen         | Team Peugeot-Hansen         | Peugeot 208 T16     | 7º   | 7º   | 3º   | 33º  | 6   |
| 12              | 92  | Anton Marklund       | Marklund Motorsport         | Volkswagen Polo     | 6º   | 31.º | 20º  | 8º   | 5   |
| 13              | 20  | Fabien Pailler       | Pailler Competition         | Peugeot 208         | 16º  | 15º  | 15º  | 19º  | 4   |
| 14              | 22  | Koen Pauwels         | Koen Pauwels                | Ford Focus          | 13º  | 20º  | 12º  | 20º  | 3   |
| 15              | 6   | Alexandre Theuil     | Alexandre Theuil            | Citroën DS3         | 24º  | 16º  | 10º  | 18º  | 2   |
| 16              | 48  | Lukas Walfridson     | Helmia Motorsport           | Renault Clio        | 26º  | 14º  | 18º  | 13º  | 1   |
| 17              | 12  | Alexander Hvaal      | PSRX                        | Citroën DS3         | 23º  | 19º  | 16º  | 16º  |     |
| 18              | 7   | Emil Öhman           | Öhman Racing                | Citroën DS3         | 20º  | 22º  | 19º  | 17º  |     |
| 19              | 37  | Pavel Koutný         | Czech National Team         | Ford Fiesta         | 19º  | 17º  | 21º  | 21º  |     |
| 20              | 33  | Liam Doran           | Monster Energy World RX     | Citroën DS3         | 27.º | 30.º | 17º  | 5º   |     |
| 21              | 24  | Tommy Rustad         | HTB Racing                  | Volvo C30           | 8º   | 33º  | 31.º | 9º   |     |
| 22              | 40  | Eric Färén           | Eric Färén                  | Citroën DS3         | 29º  | 25º  | 24º  | 6º   |     |
| 23              | 54  | Jos Jansen           | JJ Racing                   | Ford Focus          | 21º  | 21º  | 13º  | 29º  |     |
| 24              | 66  | Derek Tohill         | LD Motorsports World RX     | Citroën DS3         | 22º  | 12º  | 29º  | 23º  |     |
| 25              | 27  | Davy Jeanney         | Albatec Racing              | Peugeot 208         | 14º  | DNF  | 27º  | 12º  |     |
| 26              | 99  | Tord Linnerud        | Helmia Motorsport           | Renault Clio        | 18º  | 18º  | 28º  | 28º  |     |
| 27              | 44  | Krzysztof Skorupski  | Monster Energy World RX     | Citroën DS3         | DNF  | 28º  | 7º   | 24º  |     |
| 28              | 51  | Julian Godfrey       | Julian Godfrey              | Ford Fiesta         | 34º  | 23º  | 14º  | 27º  |     |
| 29              | 1   | Timur Timerzyanov    | Team Peugeot-Hansen         | Peugeot 208 T16     | 3º   | 9º   | DNS  | DNS  |     |
| 30              | 47  | Ramona Karlsson      | Eklund Motorsport           | Saab 9-3            | 28º  | 24º  | 23º  | 25º  |     |
| 31              | 69  | Jochen Coox          | OTRT                        | Volkswagen Scirocco | 35º  | 29º  | 22º  | 22º  |     |
| 32              | 8   | Peter Hedström       | Hedströms Motorsport        | Škoda Fabia         | 32.º | 26.º | 25.º | 30.º |     |
| 33              | 17  | Mats Öhman           | Öhman Racing                | Citroën DS3         | 33º  | 27º  | 26º  | DNF  |     |
| 34              | 21  | Bohdan Ludwiczak     | Now or Never                | Ford Fiesta         | 36º  | 32º  | 33º  | DNF  |     |
| 35              | 19  | Jean-Luc Pailler     | Pailler Competition         | Peugeot 208         | 30.º | DNF  | DNF  | DNS  |     |
| 36              | 14  | Frode Holte          | Frode Holte Motorsport      | Hyundai i20         | 25º  | DNS  | DNS  | DNS  |     |
| 37              | 2   | Oliver O'Donovan     | Oliver O'Donovan            | Ford Focus          | 31.º | DNS  | DNS  | DNS  |     |
| Reporte Oficial |     |                      |                             |                     |      |      |      |      |     |

### Semifinales
Semifinal 1
| Pos.            | No. | Piloto           | Equipo              | Tiempo     | Pts |
| --------------- | --- | ---------------- | ------------------- | ---------- | --- |
| 1               | 57  | Toomas Heikkinen | Marklund Motorsport | 04:26.356  | 6   |
| 2               | 13  | Andreas Bakkerud | Olsbergs MSE        | +1.616     | 5   |
| 3               | 11  | Petter Solberg   | PSRX                | +2.493     | 4   |
| 4               | 34  | Tanner Foust     | Marklund Motorsport | +14.834    | 3   |
| 5               | 88  | Henning Solberg  | Eklund Motorsport   | +54.192    | 2   |
| 6               | 20  | Fabien Pailler   | Pailler Competition | +4 Vueltas | 1   |
| Reporte Oficial |     |                  |                     |            |     |

Semifinal 2
| Pos.            | No. | Piloto               | Equipo                      | Tiempo     | Pts |
| --------------- | --- | -------------------- | --------------------------- | ---------- | --- |
| 1               | 15  | Reinis Nitišs        | Olsbergs MSE                | 04:26.757  | 6   |
| 2               | 4   | Robin Larsson        | Larsson Jernberg Motorsport | +1.470     | 5   |
| 3               | 77  | Andrew Jordan        | Olsbergs MSE                | +2.309     | 4   |
| 4               | 92  | Anton Marklund       | Marklund Motorsport         | +3.795     | 3   |
| 5               | 26  | Andy Scott           | Albatec Racing              | +11.301    | 2   |
| 6               | 74  | Jerome Grosset-Janin | Jerome Grosset-Janin        | +6 Vueltas | 1   |
| Reporte Oficial |     |                      |                             |            |     |

### Final
| Pos.            | No. | Piloto           | Equipo                      | Tiempo    | Pts |
| --------------- | --- | ---------------- | --------------------------- | --------- | --- |
| 1               | 13  | Andreas Bakkerud | Olsbergs MSE                | 04:25.428 | 8   |
| 2               | 4   | Robin Larsson    | Larsson Jernberg Motorsport | +0.541    | 5   |
| 3               | 77  | Andrew Jordan    | Olsbergs MSE                | +1.389    | 4   |
| 4               | 57  | Toomas Heikkinen | Marklund Motorsport         | +6.370    | 3   |
| 5               | 34  | Tanner Foust†    | Marklund Motorsport         | +10.075   | 2   |
| 6               | 11  | Petter Solberg   | PSRX                        | +12.457   | 1   |
| Reporte Oficial |     |                  |                             |           |     |

† Reinis Nitišs se clasificó para la final, pero no pudo tomar la parrilla. A Tanner Foust se le permitió ocupar su lugar.

## RX Lites

### Series
| Pos.            | No. | Piloto             | Equipo                  | H1 | H2 | H3 | H4 | Pts |
| --------------- | --- | ------------------ | ----------------------- | -- | -- | -- | -- | --- |
| 1               | 11  | Sebastien Eriksson | Olsbergs MSE            | 3º | 1º | 1º | 5º | 16  |
| 2               | 24  | Mitchell DeJong    | Olsbergs MSE            | 1º | 4º | 4º | 1º | 15  |
| 3               | 53  | Richard Göransson  | Olsbergs MSE            | 2º | 3º | 8º | 2º | 14  |
| 4               | 39  | Kevin Eriksson     | Olsbergs MSE            | 9º | 2º | 2º | 6º | 13  |
| 5               | 7   | Nelson Piquet Jr.  | Nelson Piquet Jr.       | 7º | 8º | 3º | 3º | 12  |
| 6               | 27  | Daniel Björk       | Daniel Björk            | 6º | 5º | 9º | 4º | 11  |
| 7               | 96  | Yigit Timur        | Toksport WRT            | 4º | 9º | 6º | 7º | 10  |
| 8               | 13  | Daniel Holten      | Daniel Holten           | 5º | 6º | 7º | 8º | 9   |
| 9               | 55  | Alexander Westlund | Westlund Entreprenad Ab | 8º | 7º | 5º | 9º | 8   |
| Reporte Oficial |     |                    |                         |    |    |    |    |     |

### Semifinales
Semifinal 1
| Pos.            | No. | Piloto             | Equipo                  | Tiempo     | Pts |
| --------------- | --- | ------------------ | ----------------------- | ---------- | --- |
| 1               | 53  | Richard Göransson  | Olsbergs MSE            | 04:44.454  | 6   |
| 2               | 7   | Nelson Piquet Jr.  | Nelson Piquet Jr.       | +1.256     | 5   |
| 3               | 11  | Sebastien Eriksson | Olsbergs MSE            | +1.797     | 4   |
| 4               | 96  | Yigit Timur        | Toksport WRT            | +3.985     | 3   |
| 5               | 55  | Alexander Westlund | Westlund Entreprenad Ab | +5 Vueltas | 2   |
| Reporte Oficial |     |                    |                         |            |     |

Semifinal 2
| Pos.            | No. | Piloto          | Equipo        | Tiempo    | Pts |
| --------------- | --- | --------------- | ------------- | --------- | --- |
| 1               | 24  | Mitchell DeJong | Olsbergs MSE  | 04:40.145 | 6   |
| 2               | 39  | Kevin Eriksson  | Olsbergs MSE  | +2.335    | 5   |
| 3               | 27  | Daniel Björk    | Daniel Björk  | +4.306    | 4   |
| 4               | 13  | Daniel Holten   | Daniel Holten | +6.134    | 3   |
| Reporte Oficial |     |                 |               |           |     |

### Final
| Pos.            | No. | Piloto             | Equipo            | Tiempo     | Pts |
| --------------- | --- | ------------------ | ----------------- | ---------- | --- |
| 1               | 24  | Mitchell DeJong    | Olsbergs MSE      | 04:38.869  | 8   |
| 2               | 53  | Richard Göransson  | Olsbergs MSE      | +2.461     | 5   |
| 3               | 27  | Daniel Björk       | Daniel Björk      | +2.988     | 4   |
| 4               | 39  | Kevin Eriksson     | Olsbergs MSE      | +4.755     | 3   |
| 5               | 11  | Sebastien Eriksson | Olsbergs MSE      | +5.179     | 2   |
| 6               | 7   | Nelson Piquet Jr.  | Nelson Piquet Jr. | +5 Vueltas | 1   |
| Reporte Oficial |     |                    |                   |            |     |